# Hymenotes
Hymenotes is een geslacht van rechtvleugeligen uit de familie doornsprinkhanen (Tetrigidae). De wetenschappelijke naam van dit geslacht is voor het eerst geldig gepubliceerd in 1837 door Westwood.

## Soorten
Het geslacht Hymenotes omvat de volgende soorten:
- Hymenotes bolivari Kirby, 1910
- Hymenotes triangularis Westwood, 1837